# نحن طلاب الجزائر
نَحْنُ طُلاَّبُ الْجَزَائِرْ هي أنشودة وطنية من بين الأناشيد الوطنية الجزائرية · .

## القصيدة
هذه الأنشودة الوطنية ألفها مفدي زكرياء ولحنها علي شلغم · .
وتُعتبر هذه الأنشودة من أشهر النصوص الثورية التي خلدت ثورة تحرير الجزائر · .
وتتكون قصيدتها من سبعة وعشرين بيتا شعريا مقروضا وفق عروض بحر الهزج · .
وقد تم الأداء الفني لهذه الأبيات من طرف الفرقة الفنية لجبهة التحرير الوطني قبل استقلال الجزائر · .
وأداها جماعيا كل من فناني أوركسترا الإذاعة الجزائرية ، وأوركسترا التلفزيون الجزائري، وكذلك أوركسترا أوبرا الجزائر · .
كما أن وزارة التربية الجزائرية قد اعتمدت هذا النشيد مع قَسَمًا، وشعب الجزائر مسلم، واشهدي يا سماء، وجزائرنا يا بلاد الجدود، وعليك مني سلام يا أرض أجدادي، ويا شهيد الوطن، في برامجها التكوينية · .

## نص النشيد
ـــــــــــــــــــــــــــــــــــــــــــــــــــــــــــــــــــــــــــــــــــــــــــــــــــــــــــــــ
نَـحْـنُ طــــُـــلاَّبُ الْجَـزَائِـرْ    .....    نَحْنُ لِلْمـَـجـْـدِ بـُـنــَــاةْ
نَـحْـنُ آمــَــالُ الْجــَـزَائــِــرْ    .....    فِي اللَّـيَـالِـي الْحَـالِـكَاتْ
ـــــــــــــــــــــــــــــــــــــــــــــــــــــــــــــــــــــــــــــــــــــــــــــــــــــــــــــــ
كَـمْ غَـرِقـْـنــَـا فِي دِمــَـاهـَـا ..... وَاحْـتَـرَقْـنَـا فِي حِـمَـاهَا
وَعَـبِـقــْـنَـا فِي ســَــمـَـاهَـا ..... بِعـَـبِـيــرِ الْمُــهـَــجـَـاتْ
ـــــــــــــــــــــــــــــــــــــــــــــــــــــــــــــــــــــــــــــــــــــــــــــــــــــــــــــــ
نَـحْـنُ طــــُـــلاَّبُ الْجَـزَائِـرْ    .....    نَحْنُ لِلْمـَـجـْـدِ بـُـنــَــاةْ
ـــــــــــــــــــــــــــــــــــــــــــــــــــــــــــــــــــــــــــــــــــــــــــــــــــــــــــــــ
فَـخــُـذُوا الأَرْوَاحَ مـــِــنــَّـا ..... وَاجْعـَـلُوهـَا لَـبِـنــــَــاتْ
وَاصْنَعُوا مِنْهَا الْجَزَائِـرْ
وَخـــُـــذُوا الأَفْـكَـارَ عـَـنـَّـا ..... وَاعْصِرُوا مِنْهَا الْحَـيـَاةْ
وَابْعـَـثـُـوا مِنْهَا الْجَـزَائــِـرْ
ـــــــــــــــــــــــــــــــــــــــــــــــــــــــــــــــــــــــــــــــــــــــــــــــــــــــــــــــ
نَحْنُ مَنْ لـــَــبَّـى نــِــدَاهَـا ..... عِـنْـدَمَا اشْـتـَدَّ بـــَــــلاَهَا
وَانْـدَفَـعْـنَا لــِـــفِـدَاهــــَـــا ..... وَالْمـَـنــَـايـَـا صــَـارِخَاتْ
ـــــــــــــــــــــــــــــــــــــــــــــــــــــــــــــــــــــــــــــــــــــــــــــــــــــــــــــــ
نَـحْـنُ طــــُـــلاَّبُ الْجَـزَائِـرْ    .....    نَحْنُ لِلْمـَـجـْـدِ بـُـنــَــاةْ
ـــــــــــــــــــــــــــــــــــــــــــــــــــــــــــــــــــــــــــــــــــــــــــــــــــــــــــــــ
مَعـــْــشـَـرَ الطُّلاَّبِ إِنـــَّـــا ..... قــُــدْوَةٌ لِلثـَّـائــِــرِيـــــنْ
كَمْ عَصَفْنَا بِالْجَبَابِرْ
سَلْ شُعـُـوبَ الأَرْضِ عَـنَّـا ..... كَـمْ صَـرَعـْـنَا الظـَّالِمِينْ
وَاحْتَكَمْنَا لِلْمَصَائِرْ
ـــــــــــــــــــــــــــــــــــــــــــــــــــــــــــــــــــــــــــــــــــــــــــــــــــــــــــــــ
نَحْنُ بَلَّغْنَا الرِّســَـالــــَــــة ..... نَحْنُ سَـطــَّـرْنَـا الْعـَـدَالَـة
نَحْنُ مـَـزَّقـْنـَـا الْجَهـَـالــَـة ..... وَصــَـدَعــْـنَـا الظُّـلُـمـَـاتْ
ـــــــــــــــــــــــــــــــــــــــــــــــــــــــــــــــــــــــــــــــــــــــــــــــــــــــــــــــ
نَـحْـنُ طــــُـــلاَّبُ الْجَـزَائِـرْ    .....    نَحْنُ لِلْمـَـجـْـدِ بـُـنــَــاةْ
ـــــــــــــــــــــــــــــــــــــــــــــــــــــــــــــــــــــــــــــــــــــــــــــــــــــــــــــــ
ثـَــوْرَةَ التَّحـْـرِيـرِ مــُــدِّي ..... لِـبَـنِـي الْجـِـيــــلِ يـــَـــدَا
دَمُـهَا أَحْمَرُ فَائِرْ
وَاشْهـَـدِي كَيْفَ نُـفـــَــدِّي ..... ثــَــوْرَةَ الْفِـكــْـرِ غـــَــدَا
يَوْمَ تَحْرِيرِ الْجَزَائِرْ
ـــــــــــــــــــــــــــــــــــــــــــــــــــــــــــــــــــــــــــــــــــــــــــــــــــــــــــــــ
وَتـَـســُـودُ الْعـَـبـْـقَـرِيــَّــة ..... فِي بــِـلاَدِي الْعــَــرَبـِـيَّـة
زَخــِــرَتْ بِـالْـمـَـدَنـِـيـــَّــة ..... فِي الْعُصـُـورِ الْخَالــِـدَاتْ
ـــــــــــــــــــــــــــــــــــــــــــــــــــــــــــــــــــــــــــــــــــــــــــــــــــــــــــــــ
نَـحْـنُ طــــُـــلاَّبُ الْجَـزَائِـرْ    .....    نَحْنُ لِلْمـَـجـْـدِ بـُـنــَــاةْ
نَـحْـنُ آمــَــالُ الْجــَـزَائــِــرْ    .....    فِي اللَّـيَـالِـي الْحَـالِـكَاتْ
ـــــــــــــــــــــــــــــــــــــــــــــــــــــــــــــــــــــــــــــــــــــــــــــــــــــــــــــــ

## وصلات خارجية

### فيديوهات
- أنشودة: نحن طــــــــلاب الجزائـــر، نحن للمـــجــد بــنـــــاة على يوتيوب
- أنشودة: نحن طــــــــلاب الجزائـــر، نحن للمـــجــد بــنـــــاة على يوتيوب
- أنشودة: نحن طــــــــلاب الجزائـــر، نحن للمـــجــد بــنـــــاة على يوتيوب
- أنشودة: نحن طــــــــلاب الجزائـــر، نحن للمـــجــد بــنـــــاة على يوتيوب
- أنشودة: نحن طــــــــلاب الجزائـــر، نحن للمـــجــد بــنـــــاة على يوتيوب